# Катерина Гонзага ди Джорджо
Катерина Гонзага ди Джорджо (на италиански: Caterina Gonzaga di Giorgio* в Новелара, † 16 век) е италианска благородничка, известна с красотата си и с това, че е била любовница на някои могъщи мъже от онова време: кралят на Неапол Фердинандо II Арагонски, известен като Ферандино, владетелят на Флоренция Пиеро Злочестия и кралят на Франция Шарл VIII.

## Произход
Катерина е благородничка от кадетския клон на рода Гондзага, наречен Гондзага ди Новелара, и е дъщеря на Джорджо Гондзага (* 1410, † 1487), господар на Баньоло (1456 – 1487), съгосподар на Новелара и на Весковато, и на Алда Торели ди Монтекиаруголо (* сл. 1520), дъщеря на Кристофоро I Торели, граф на Гуастала и на Монтекиаруголо, и на Тадеа Пио ди Карпи. 
Има четирима братя и четири сестри:
- Кристофоро († 16 век), съгосподар на Баньоло и на Весковато (1487 – 1509) съпруг на Латина дели Убалдини
- Лучия, съпруга на Бернардино Сеси
- Джакомо († 16 век, Новелара), съгосподар на Баньоло и на Весковато, апостолически протонорарий
- Маргерита, съпруга на Джовани Батиста Рефриджерио
- Маркантонио († 1509), съгосподар на Баньоло и на Весковато
- Катерина, съпруга на Джироламо Лион
- Тадеа († 1520), съпруга на един от най-известните италиански поети на 15 век – Матео Мария Боярдо[3], граф на Скандиано
- Гуидо II († ок. 1519), съгосподар на Баньоло и на Весковато, съпруг на Лаура Мартиненго, дъщеря на Фердинандо Мартиненго. Прогонен през 1509 г. от Баньоло от папа Юлий II, продава феода Весковато на Джовани Гонзага.

## Биография
Катерина е спомената по случай на епизод от септември 1494 г., докато Ферандино Арагонски, тогава херцог на Калабрия, е на лагер близо до град Чезена. Събитието е описано в писмо от 4 октомври от кардинал Бернардо Довици да Бибиена до Пиеро Злочестия: Една вечер към Ферандино се обърнал достоен мъж на име Матио, който го накарал да разбере, че трябва да говори с него за огромен по важност въпрос. Приет от херцога на следващия ден, Матио му докладвал, че има „много благородна и красива мадона..., първа девойка в цяла Романя по благородство и красота“, която, след като се е възхищавала на портрета на Ферандино четири години преди това и след като чула безбройните му добродетели да бъдат възхвалявани, се била влюбила лудо в него и на собствена опасност и риск стигнала чак до Чезена, само за да може да го види; освен това, след като го видяла, тя се запалила толкова много по него, че „не мога да намеря почивка или мястo или нещо, което да носи някакво освежаване от неговия огън“. Затова Матио го помолил да благоволи да „прояви състрадание към онези, които умират по вас“, и да поиска да я удовлетвори в нейното желание, тъй като в противен случай „животът на бедната девойка скоро ще я напусне“. Ферандино, както е резонно, първоначално останал със съмнение, че може да става въпрос за заговор срещу него и че жената е искала да го отрови чрез секс, още повече, че идва от вражеска територия, и затова я накарал да изчака още няколко дни, като междувременно разпитал за самоличността ѝ, преди да се убеди, че е глупаво от негова страна да се съмнява в някаква опасност и се съгласил на срещата. И така, преструвайки се, че излиза на лов, той отишъл в голяма тайна в една селска къща, където жената го чакала и където той „консумирал светия си брак с голяма сладост от двете страни“.  Тази жена е посочена в писмото с името Катерина Гонзага. Довици, който изглежда много скептичен към искреността на любовта ѝ, не пропуска да напише впечатленията си относно това на Пиеро Злочестия, преценявайки, че Катерина може би е чувала за значителния размер на мъжествения член на Ферандино, която той описва с ентусиазирани термини като "assassi horrevole" (тоест „достоен") и която следователно е била водена повече от похот, отколкото от любов.
Въпреки че тогава Ферандино не разкрива връзката си „заради своята съвест" на никого, освен на няколко души, включително на Довици (с когото той говори „свободно за всичко") и маркиза на Пескара Алфонсо II д'Авалос, славата на голямата красота на тази Катерина достига до ушите на Лудовико Мавъра, който по това време е в Асти в компанията на краля на Франция Шарл VIII, който винаги е желал да се обгражда с красиви жени. Поради това Лудовико праща пратеник до Катерина, като я кани да отиде в Асти, за да угоди на краля, и ѝ предлага в замяна сумата от над 3500 дуката, които трябва да бъдат използвани за плащане на нейното пътуване. Катерина обаче, възмутена от предложението, моли Ферандино да ѝ помогне да измисли добро извинение, за да откаже предложението, тъй като „тя нито иска, нито може да го напусне“. Тогава той решава, сред смеха на приятелите си, че Катерина трябва да обещае на Мавъра да отиде и да приеме паричното предложение, но вместо това да открадне дукатите от човека, който ще ѝ ги донесе, и да остане с него в Чезена. Въпреки това, след като му е казано, че Пиеро Злочестият се е опитал да получи жената, без обаче да успее, Ферандино показва, че е много склонен да му я заеме. Довици отвръща, като казва, че предложението за размяна на Пиеро със сигурност няма да му подхожда, тъй като Пиеро има любовници при себе си, докато Ферандино няма, освен това той преценява, че неговата готовност се дължи на факта, че всъщност „плътта“ на Катерина не му харесва, което Ферандино го уверява, че не е така, твърдейки, че „харесва всичко в нея“ и че преди да си тръгне „иска още един празник“.
От последващо писмо от Довици, датирано от 9 октомври, научаваме, че Пиеро Злочестият  изпраща няколко писма до лагера с портрет на самата Катерина, демонстрирайки факта, че жената вече е била негова любовница. Довици разказва, че Ферандино, след като прочита писмото заедно с него, „се засмя толкова сърдечно, че не можех да кажа нищо повече и ви се кълна, че никога не съм го виждал, нито вярвам, че някога ще го видя в такава радост както беше тогава", и той иска да бъде препрочетено няколко пъти дори в присъствието на Авалос. По-късно Ферандино признава, че е излъгал, като е казал, че е харесал жената, вярвайки, че нито Пиеро, нито Довици са я познавали, докато всъщност изобщо не я е харесвал, с изключение на „няколко маниери“, казвайки, че е по-космата от фавн, че плътта ѝ изглеждала като масло и че имал маниери на „курва" и че накратко му е била „по-досадна от дявола". Той също така добавя, че ако Катерина все още го иска, тогава тя сама ще трябва да дойде в лагера, за да го намери, тъй като той „няма да помръдне и крачка", и че дори да се появи, Ферандино ще я предложи на своя приятел Алфонсо д 'Авалос. Довици завършва въпроса, като казва, че Ферандино също му е предложил да опита жената, но че той никога не би си позволил да спи с жена, с която неговият господар Пиеро вече е спал.
Писмата на Довици от този период, претъпкани с нецензурни думи и двойни значения, започвайки от 19 век, са изобилно цензурирани във всички произведения, занимаващи се с темата, но те все още се съхраняват в Държавния архив на Медичите във Флоренция и могат да се използват цифрово. Изглежда, че след този разрив Катерина е преоценила предложението, направено ѝ от Лудовико Мавъра: сред любовниците на Шарл VIII, който вече триумфално е влязъл в Неапол, всъщност има Гонзага, срещната в Гуастала, за която се предполага, че е самата Катерина. Ето какво излиза от хрониста Марин Санудо и от доклада на венецианските посланици от май 1495 г.:
| „                                                          | Кралят непрекъснато прескачаше една зала с едно свое момче и тичаше право към него, както и с една негова фаворитка – Леонора, дъщеря на херцогинята на Малфи, която той много обичаше, а ние взехме още една от Гуастала | “ |
| L.S. Olschki, Biblioteca dell'"Archivum Romanicum, p. 163. | |   |

| „                                                                | И докато съм тук, в Неапол, се случи, че се влюби в мадона Лионора да Марцано, дъщеря на херцогинята на Малфи, сираче... майката я заведе в замъка при краля, облечена в злато... След това кралят, виждайки я толкова красива, се зарадва да я оставя в провинцията... И той я искаше толкова много, че всеки ден искаше Мадона Лионора да идва в Замъка, а в Неапол я наричаха негова фаворитка. Но тогава кралят замечтал да изпрати за друга, която взел от Гуастала в Пармезана... и се разбрало, че е от семейство Гонзага. и оттогава нататък мадона Лионора не посещаваше често тук в замъка... | “ |
| Marin Sanudo, La spedizione di Carlo VIII in Italia, с. 261-262. | |   |

Отново според Санудо, тази Гондзага последвала краля във Франция, където той ѝ бил дал богато владение и тя все още била там през декември 1496 г.